# Vela nos Jogos Olímpicos de Verão de 2004 - Yngling
As provas da classe Yngling da vela nos Jogos Olímpicos de Verão de 2004 ocorreram entre 15 e 22 de agosto daquele ano no Centro Olímpico de Vela Agios Kosmas, em Atenas, na Grécia. O programa compunha onze regatas. Para esta classe, houve 48 velejadoras de 16 nações inscritas.

## Calendário
| ● | Regatas práticas | ● | Dias de competição | ● | Último dia das regatas |

| Data    | Agosto | Agosto | Agosto | Agosto | Agosto | Agosto          | Agosto | Agosto | Agosto | Agosto | Agosto | Agosto | Agosto | Agosto | Agosto | Agosto | Agosto | Agosto |
| Data    | 12 Qui | 13 Sex | 14 Sáb | 15 Dom | 16 Seg | 17 Ter          | 18 Qua | 19 Qui | 20 Sex | 21 Sáb | 22 Dom | 23 Seg | 24 Ter | 25 Qua | 26 Qui | 27 Sex | 28 Sáb | 29 Dom |
| ------- | ------ | ------ | ------ | ------ | ------ | --------------- | ------ | ------ | ------ | ------ | ------ | ------ | ------ | ------ | ------ | ------ | ------ | ------ |
| Yngling | ●      | ●      | ● ●    | ● ●    | ● ●    | Dia de descanso | ● ●    | ● ●    | ●      |        |        |        |        |        |        |        |        |        |

## Medalhistas
O trio britânico Shirley Robertson, Sarah Webb e Sarah Ayton finalizou a competição em primeiro lugar, tendo dominado grande parte das regatas, e conquistou a medalha de ouro. A prata firmou-se com as ucranianas Ruslana Taran, Ganna Kalinina e Svitlana Matevusheva. Por fim, a medalha de bronze ficou com Dorte Jensen, Helle Jespersen e Christina Otzen, da Dinamarca.
|  | GBR Grã-Bretanha                         |  | UKR Ucrânia                                       |  | DEN Dinamarca                                |
|  | Shirley Robertson Sarah Webb Sarah Ayton |  | Ruslana Taran Ganna Kalinina Svitlana Matevusheva |  | Dorte Jensen Helle Jespersen Christina Otzen |

## Resultados
Estes foram os resultados da competição:
| Pos.              | Velejadores                                                           | Regatas | Regatas | Regatas | Regatas | Regatas | Regatas | Regatas | Regatas | Regatas | Regatas | Regatas | Pontos |
| Pos.              | Velejadores                                                           | 1       | 2       | 3       | 4       | 5       | 6       | 7       | 8       | 9       | 10      | 11      | Pontos |
| ----------------- | --------------------------------------------------------------------- | ------- | ------- | ------- | ------- | ------- | ------- | ------- | ------- | ------- | ------- | ------- | ------ |
| Medalha de ouro   | GBR Shirley Robertson, Sarah Webb e Sarah Ayton                       | 5       | 4       | 1       | 1       | 4       | 3       | 4       | 6       | 3       | 8       | DNS     | 39     |
| Medalha de prata  | UKR Ruslana Taran, Ganna Kalinina e Svitlana Matevusheva              | 10      | 3       | 9       | 3       | 7       | 2       | 2       | 8       | 1       | 16      | 5       | 50     |
| Medalha de bronze | DEN Dorte Jensen, Helle Jespersen e Christina Otzen                   | 1       | 14      | 5       | 5       | 5       | 6       | 3       | 4       | 6       | 5       | OCS     | 54     |
| 4                 | NED Annelies Thies, Annemieke Bes e Petronella de Jong                | 8       | 1       | 13      | 8       | 3       | 5       | 8       | 12      | 5       | 4       | 2       | 56     |
| 5                 | FRA Anne le Helley, Elodie Lesaffre e Marion Deplanque                | 3       | 2       | 14      | 11      | 9       | 13      | 10      | 3       | 2       | 3       | 1       | 57     |
| 6                 | GER Kristin Wagner, Anna Höll e Veronika Lochbrunner                  | 9       | 8       | 2       | 12      | 1       | 7       | 15      | 5       | 11      | 13      | 8       | 76     |
| 7                 | NZL Sharon Ferris, Joanna White e Kylie Jameson                       | 15      | 16      | 3       | 2       | 2       | 9       | 11      | 7       | 12      | 7       | 9       | 77     |
| 8                 | RUS Ekaterina Skudina, Tatiana Lartseva e Diana Krutskikh             | 6       | 5       | 11      | DSQ     | 14      | 4       | 13      | 1       | 10      | 12      | 3       | 79     |
| 9                 | NOR Karianne Eikeland, Beate Kristiansen e Lise Birgitte Fredriksen   | 14      | 13      | 4       | 6       | 10      | 1       | 14      | 8       | 9       | 15      | 6       | 85     |
| 10                | USA Carol Cronin, Liz Filter e Nancy Haberland                        | 2       | 10      | 16      | 9       | 15      | 10      | 1       | 15      | 7       | 1       | OCS     | 86     |
| 11                | GRE Aikaterini Giakomidou, Eleni Dimitrakopoulou e Efychia Mantzaraki | 12      | 6       | 8       | 4       | 6       | 8       | 16      | 9       | 8       | 9       | OCS     | 86     |
| 12                | ESP Monica Azon, Graciela Pisonero e Marina Sanchez                   | 7       | 7       | 10      | 14      | 11      | 11      | 7       | 12      | 4       | 6       | 11      | 86     |
| 13                | AUS Nicky Bethwaite, Karyn Gojnich e Kristen Kosmala                  | 11      | 11      | 12      | 10      | 8       | 16      | 5       | 2       | 13      | 10      | 10      | 92     |
| 14                | ITA Giulia Conti, Alessandra Marenzi e Angela Baroni                  | 16      | 12      | 7       | 7       | 13      | 15      | 6       | 11      | 14      | 14      | 7       | 106    |
| 15                | BER Paula Lewin, Peta Lewin e Christine Patton                        | 4       | 15      | 6       | 13      | 16      | 14      | 9       | 16      | 16      | 11      | 4       | 108    |
| 16                | CAN Lisa Ross, Chantal Leger e Deirdre Crampton                       | 13      | 9       | 15      | 15      | 12      | 12      | 12      | 14      | 15      | 2       | 12      | 116    |

### Classificação diária

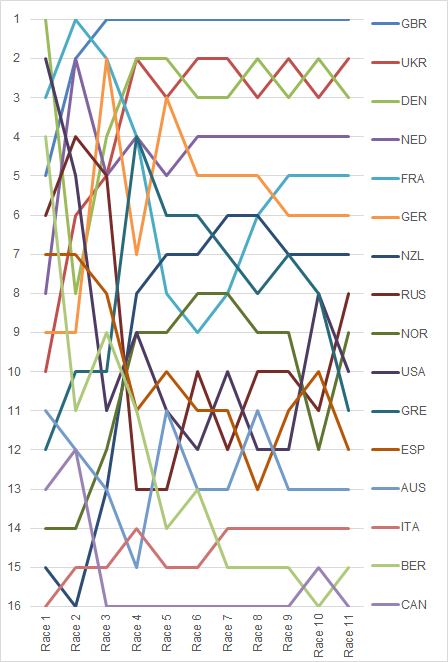
Gráfico mostrando a classificação diária na classe.